# Cieux
Cieux este o comună în departamentul Haute-Vienne din centrul Franței. În 2009 avea o populație de 975 de locuitori.

## Evoluția populației
| An        | 1975  | 1982 | 1990 | 1999 | 2006 | 2009 |
| --------- | ----- | ---- | ---- | ---- | ---- | ---- |
| Populație | 1.027 | 971  | 943  | 897  | 982  | 975  |